# 長沙市城北堂

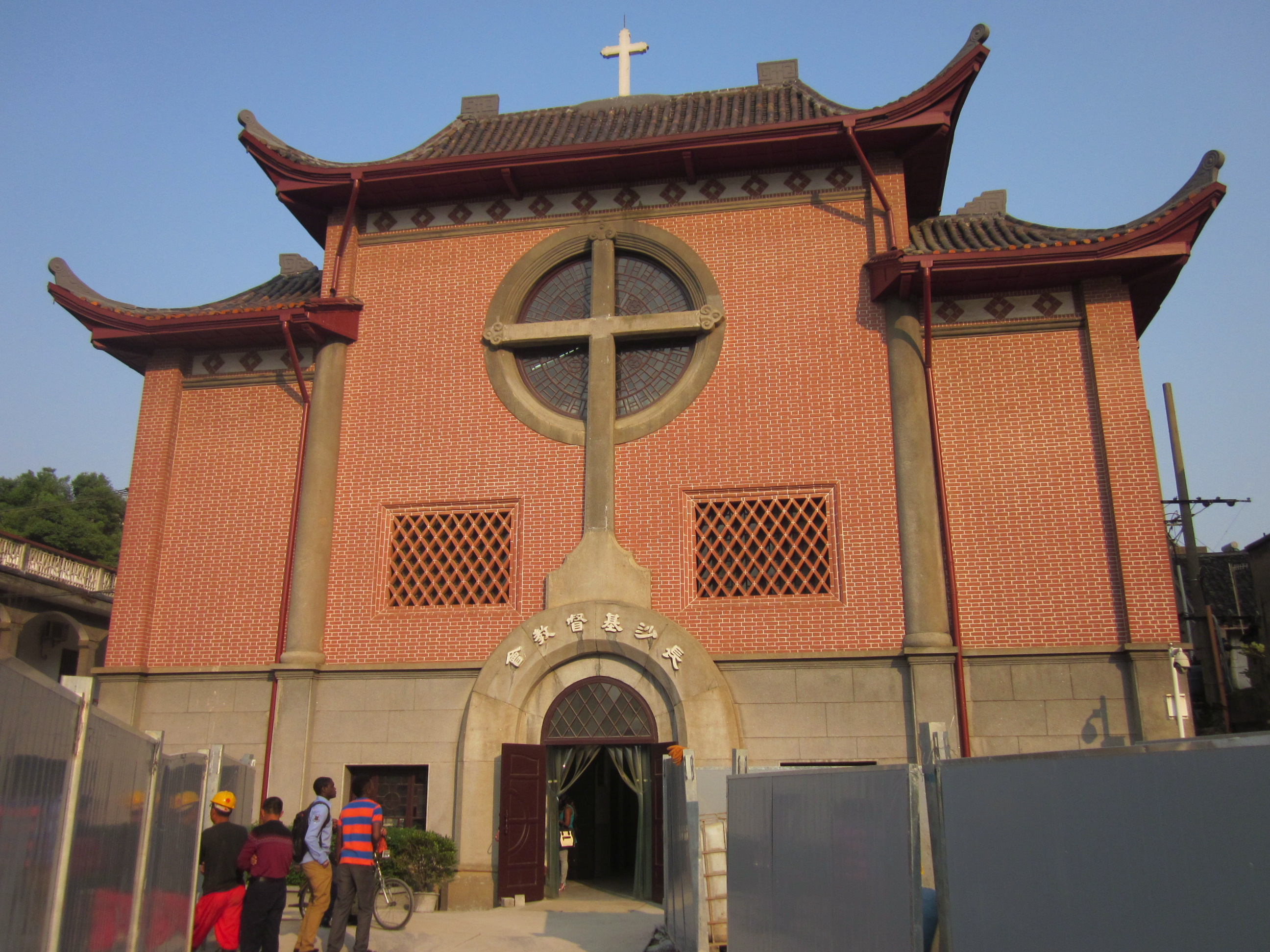
長沙市城北堂（湖南省長沙市）の外観

長沙市城北堂（ちょうさしじょうほくどう、中国語: 长沙市城北堂、英語: Chengbei Church, Changsha）は、もとは中華基督教会永仁堂で、中華人民共和国湖南省長沙市開福区外湘春街80号にある歴史的プロテスタント教会で、湖南省最大の教会である。

## 概要
長沙市城北堂は1902年にロンドン伝道会（London Missionary Society）によって開設され、1912年にはアメリカ合衆国長老教会に引き継がれた。内戦による焼失で、現在の教会堂は1917年に改築されたもので、中国の伝統的な寄棟造と入母屋造の屋根を採用しており、700人以上を収容できる。
1947年、中華基督教会湖南総会がここで設立をみた。1958年には参加各派の共同礼拝が実施された後、永仁堂の一部はそのまま保留され、いくつかの家屋はカトリックとプロテスタントの聖職者の働く場所となった。1966年に文化大革命が始まると、教会は完全に閉鎖され、倉庫に置き換えられ 1980年に礼拝がやっと再開された。また、長沙プロテスタント両会本部ともしても使われている。
2002年5月、永仁堂は湖南省の文物保護単位に指定された。

## 参照項目
- 中国のキリスト教
- 中国基督教協会
- 愛徳基金会
- 長沙市城南堂（中国語版）
- 長沙天主経堂（英語版） - 長沙市のカトリック大聖堂